# Памяти гитариста. Памяти поэта
«Па́мяти гитари́ста. Па́мяти поэ́та» — четвёртая пластинка (миньон) Давида Тухманова, выпущенная фирмой «Мелодия» в 1978 году.

## История
В 1978 году Тухманов подготовил миньон — «Памяти гитариста. Памяти поэта» (имелись в виду Джими Хендрикс и Семён Кирсанов соответственно) — с двумя песнями, своего рода продолжение диска «По волне моей памяти», только на этот раз на стихи современных поэтов Роберта Рождественского и Андрея Вознесенского.
Ритм-секция была та же, что и на предыдущем диске, а вокал записал Александр Евдокимов.
Оригинальным для того времени был внешний вид конверта пластинки: чисто белый с названием, небольшим рисунком в центре и мелкой подписью «Тухманов» в нижнем правом углу.

## Список композиций
Сторона 1 

1. Памяти гитариста
Сторона 2 

2. Памяти поэта